# Silvano Raggio Garibaldi
Silvano Raggio Garibaldi (Chiavari, 27 marzo 1989) è un calciatore italiano, centrocampista del Sestri Levante.

## Biografia
Ha un fratello gemello, Stefano, portiere formatosi anch'egli nelle giovanili genoane, e attuale collaboratore di Alessio Scarpi come preparatore dei portieri della prima squadra del Genoa.

## Carriera

### Inizi con Entella e Genoa
Inizia a giocare a calcio nell'Entella, squadra della sua città natale, prima di passare alle giovanili del Genoa all'età di dieci anni nel 1999.
Dopo aver vinto con il Genoa Primavera di Vincenzo Torrente il Torneo di Viareggio 2007, ha cominciato ad aggregarsi alla prima squadra. Con la Primavera dal 2006 al 2008 ha collezionato 43 presenze e 8 gol.
Esordisce in Serie A a 19 anni, il 13 aprile 2008 in Genoa-Torino (3-0), entrando all'82'. La settimana successiva gioca la sua seconda partita, entrando al 75' nel match esterno contro il Siena, finito con la vittoria per 1 a 0 del Genoa.

### Pisa, ritorno al Genoa e prestito al Sorrento
Il 4 agosto 2008 passa in prestito al Pisa, in Serie B, squadra con cui debutta il 1º novembre 2008. Alla fine dell'anno collezionerà 6 presenze con i nerazzurri, che non riusciranno però a salvarsi dalla retrocessione.
Nella stagione 2009-2010 torna al Genoa dove colleziona 11 presenze e 2 gol nella Primavera per poi passare in prestito al Sorrento durante il calciomercato invernale.
Da gennaio a maggio scende in campo solo 7 volte, e a fine prestito torna nuovamente al Genoa.

### L'esperienza in prestito al Gubbio
Nel luglio del 2010 passa in prestito al Gubbio, squadra neopromossa in Prima Divisione, allenata dal suo ex mister Vincenzo Torrente. Fa il suo esordio ufficiale in campionato alla prima partita, il 22 agosto nella sconfitta per 5-1 contro la Cremonese venendo sostituito al minuto 64 da Emanuele Gaggiotti. Il riscatto degli umbri è immediato (4-0 casalingo contro l'Alto Adige), e per le prime 10 partite la squadra alterna vittorie interne a sconfitte esterne. Dal mese di novembre inizia l'exploit che porterà la formazione umbra ad ottenere 11 vittorie in 13 partite conquistando così la vetta della classifica. Diventa con il tempo il perno del centrocampo rossoblu vincendo il campionato da protagonista con 33 presenze sempre da titolare, 2672 minuti giocati, 3 cartellini gialli, 17 volte sostituito e una media voto de La Gazzetta dello Sport del 6.5.
A fine stagione perde però la Supercoppa di Lega di Prima Divisione contro la Nocerina.
Per la stagione seguente gli viene rinnovato il prestito con il Gubbio in Serie B. Il 21 agosto segna al minuto 87 il gol della vittoria per 3-4 in trasferta contro l'Atalanta che vale il passaggio al 4º turno di Coppa Italia.
Conclude la stagione con 30 presenze in campionato, terminato dagli umbri con la retrocessione in Lega Pro.
Con la maglia del Gubbio ha giocato in totale 66 partite e segnato un gol.

### Ritorno all'Entella

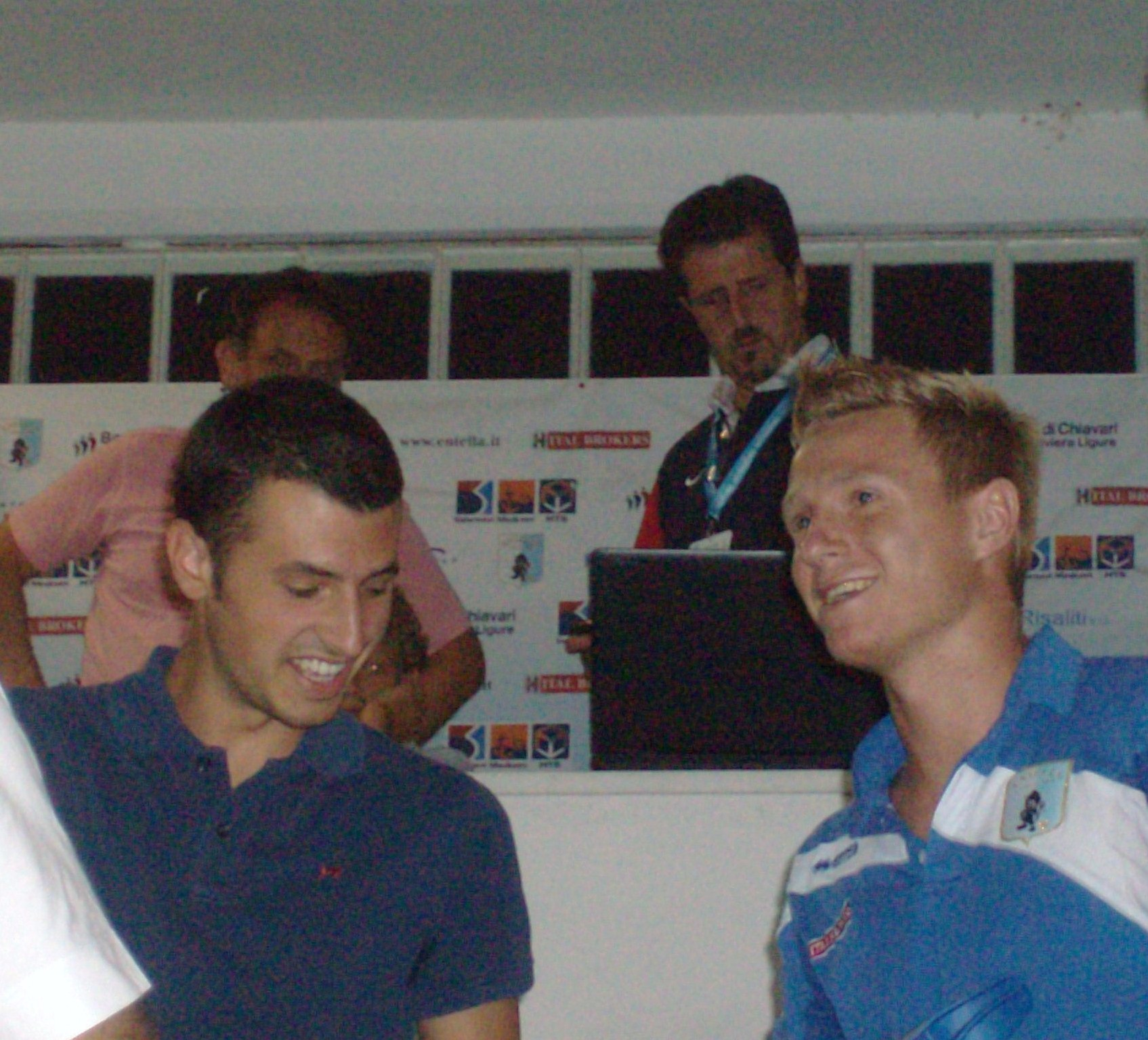
Silvano Raggio Garibaldi (a destra) nell'estate 2012 in tribuna allo Stadio Comunale con Augusto Gozzi (a sinistra), figlio del presidente Antonio Gozzi

Tornato al Genoa per fine prestito, non viene convocato per il ritiro di Bormio e così il 20 luglio viene ceduto all'Entella, squadra di Lega Pro della sua città natale e nella quale ha iniziato a giocare a calcio.
Debutta ufficialmente con la maglia biancoceleste il 5 agosto giocando da titolare la partita del primo turno di Coppa Italia vinta dai chiavaresi per 2-0 fuori casa contro la Reggiana, partita durante la quale si procura una microfrattura alla caviglia destra. Torna in campo il 23 settembre da titolare nella sfida vinta in casa per 3-2 contro il Trapani in campionato ma è costretto ad uscire già al minuto 23 a causa di uno stiramento alla coscia destra. Il 31 ottobre, ormai pronto per il rientro, in allenamento si procura un'altra lesione alla coscia, poco più in alto del precedente punto colpito.
Torna a giocare dopo oltre tre mesi, il 6 gennaio da titolare nella sfida vinta per 2-0 contro il Tritium. Conclude la stagione con sole 12 presenze totali.
Confermato all'Entella, il 17 luglio parte regolarmente con la squadra per il ritiro di Sondalo. Il 5 agosto, in Entella-Gualdo 5-2 del primo turno di Coppa Italia, segna di sinistro il suo primo gol con la maglia della sua città, il secondo in carriera e il secondo proprio in Coppa Italia.
Tre giorni dopo, in occasione dell'amichevole benefica vinta per 2-1 contro il Casarza Ligure (Eccellenza) con il fratello Stefano per la prima volta avversario, indossa per la prima volta la fascia da capitano dell'Entella nel secondo tempo data l'assenza sia di Volpe che di Russo.
Torna ad essere capitano il 2 ottobre in occasione di Viareggio-Entella 2-3, gara valida per il primo turno della fase a eliminazione diretta della Coppa Italia Lega Pro.
In questa stagione gioca in tutto solo 9 partite contribuendo alla storica promozione in Serie B.
In tutto con la maglia dell'Entella ha collezionato 21 presenze e 1 gol.

### Gli anni al Mantova e il breve ritorno in Liguria
Nell'agosto del 2014 viene mandato in prestito al Mantova in Lega Pro dove diventa un punto fermo del centrocampo del mister Ivan Jurić, suo compagno di squadra ai tempi del Genoa. Il 16 novembre è decisivo con un suo gol nella vittoria per 1-0 contro il Pordenone dedicando il gol agli alluvionati chiavaresi. Il 3 dicembre in seguito a un'entrata molto violenta riceve 2 giornate di squalifica dal giudice sportivo. Si ripete l'8 marzo 2015 nella vittoria per 2-0 contro la Torres e l'11 aprile nella sconfitta interna per 1-2 contro il Novara. Conclude la stagione quindi con 25 presenze e 3 gol. 

Il 17 luglio, dopo aver rescisso il contratto con l'Entella, firma un contratto biennale con il Mantova. Nei successivi due anni conquista altre due importanti salvezze; complessivamente con la maglia biancorossa mette insieme 100 presenze e 3 reti superando quota 200 partite tra i professionisti.
Rimasto svincolato, il 1º settembre 2017 torna in Liguria firmando per la Lavagnese in Serie D. Il 1º ottobre segna il suo primo gol in campionato nella vittoria per 2-0 contro l'Argentina. Il 1º dicembre si svincola già dalla squadra bianconera avendo collezionato 13 presenze e 1 gol.
Il giorno seguente ritorna in Lombardia, rivestendo a distanza di qualche mese la maglia del Mantova, nel frattempo ripartito dalla Serie D. Debutta da titolare il giorno seguente nel pareggio esterno per 3-3 contro l'Union Feltre. Gioca 20 partite compreso il play-off perso con l’Arzignano superando le 100 presenze con i virgiliani.

### Como, Foggia e Seregno
Il 3 novembre 2018 viene acquistato a titolo definitivo dal Como, sempre in Serie D. Con 2 gol segnati in 21 partite contribuisce alla promozione della squadra firmando a fine stagione il rinnovo del contratto per altri due anni. In Serie C metterà poi insieme 23 presenze.
Il 9 ottobre 2020 viene acquistato a titolo definitivo dal Foggia Calcio e sottoscrive con i satanelli un contratto annuale. Con il club pugliese mette insieme solo 11 presenze e il 3 agosto 2021 firma per il Seregno, neo-promosso in Serie C. Il 1º luglio 2022 rimane svincolato dopo aver messo insieme 20 presenze complessive con il club lombardo.

### Sestri Levante
L'11 gennaio 2023, Raggio Garibaldi firma per il Sestri Levante, in quel momento capolista del proprio girone di Serie D. L’8 febbraio seguente, segna la sua prima doppietta con i corsari nell’infrasettimanale vinto per 0-4 contro la Castellanzese. Con la squadra ligure, ottiene la vittoria del campionato con quattro giornate d'anticipo, riportando così il Sestri Levante in Serie C dopo 74 anni di assenza. A fine stagione viene confermato per un altro anno  e si conferma come titolare anche nel campionato di Serie C disputando 31 incontri. Nel maggio del 2024, dopo aver conquistato la salvezza, rinnova per un altro anno. Diventato ormai un senatore del club rossoblu, nel luglio 2025, dopo la retrocessione in Serie D, viene confermato per un’ulteriore stagione.

### Nazionale
Con la Nazionale Under-19 nel luglio del 2008 partecipa all'Europeo U-19, segnando un gol nella finale, persa per 3-1 contro la Germania.
Grazie alle sue prestazioni è stato inserito dalla UEFA nella lista dei 10 migliori giocatori del torneo.
Nel giugno 2009 viene inserito nella lista dei convocati della Nazionale Under-20 per partecipare ai Giochi del Mediterraneo. Il 1º luglio segna contro la Libia il gol che manda la sua squadra in finale. Pochi mesi dopo fa parte del gruppo che parte per l'Egitto per il Mondiale Under-20 2009, dove segna contro Trinidad e Tobago il gol decisivo per la qualificazione agli ottavi della formazione azzurra.

## Statistiche

### Presenze e reti nei club
Statistiche aggiornate al 17 maggio 2025.
| Stagione              | Squadra               | Campionato            | Campionato | Campionato | Coppe nazionali | Coppe nazionali | Coppe nazionali | Coppe continentali | Coppe continentali | Coppe continentali | Altre coppe | Altre coppe | Altre coppe | Totale | Totale |
| Stagione              | Squadra               | Comp                  | Pres       | Reti       | Comp            | Pres            | Reti            | Comp               | Pres               | Reti               | Comp        | Pres        | Reti        | Pres   | Reti   |
| --------------------- | --------------------- | --------------------- | ---------- | ---------- | --------------- | --------------- | --------------- | ------------------ | ------------------ | ------------------ | ----------- | ----------- | ----------- | ------ | ------ |
| 2007-2008             | Genoa                 | A                     | 2          | 0          | CI              | 0               | 0               | -                  | -                  | -                  | -           | -           | -           | 2      | 0      |
| 2008-2009             | Pisa                  | B                     | 6          | 0          | CI              | 0               | 0               | -                  | -                  | -                  | -           | -           | -           | 6      | 0      |
| 2009-gen. 2010        | Genoa                 | A                     | 0          | 0          | CI              | 0               | 0               | UEL                | -                  | -                  | -           | -           | -           | 0      | 0      |
| Totale Genoa          | Totale Genoa          | Totale Genoa          | 2          | 0          |                 | 0               | 0               |                    | -                  | -                  | -           | -           | -           | 2      | 0      |
| gen.-giu. 2010        | Sorrento              | 1D                    | 7          | 0          | CI-LP           | -               | -               | -                  | -                  | -                  | -           | -           | -           | 7      | 0      |
| 2010-2011             | Gubbio                | 1D                    | 33         | 0          | CI+CI-LP        | 0+1             | 0               | -                  | -                  | -                  | -           | -           | -           | 34     | 0      |
| 2011-2012             | Gubbio                | B                     | 30         | 0          | CI              | 3               | 1               | -                  | -                  | -                  | -           | -           | -           | 33     | 1      |
| Totale Gubbio         | Totale Gubbio         | Totale Gubbio         | 63         | 0          |                 | 4               | 1               |                    | -                  | -                  | -           | -           | -           | 67     | 1      |
| 2012-2013             | Virtus Entella        | 1D                    | 11         | 0          | CI+CI-LP        | 1+0             | 0               | -                  | -                  | -                  | -           | -           | -           | 12     | 0      |
| 2013-2014             | Virtus Entella        | 1D                    | 7          | 0          | CI+CI-LP        | 1+1             | 1               | -                  | -                  | -                  | -           | -           | -           | 9      | 1      |
| Totale Virtus Entella | Totale Virtus Entella | Totale Virtus Entella | 18         | 0          |                 | 3               | 1               |                    | -                  | -                  | -           | -           | -           | 21     | 1      |
| 2014-2015             | Mantova               | LP                    | 25         | 3          | CI-LP           | 2               | 0               | -                  | -                  | -                  | -           | -           | -           | 27     | 3      |
| 2015-2016             | Mantova               | LP                    | 32+2       | 0          | CI-LP           | 3               | 0               | -                  | -                  | -                  | -           | -           | -           | 37     | 0      |
| 2016-2017             | Mantova               | LP                    | 34         | 0          | CI-LP           | 2               | 0               | -                  | -                  | -                  | -           | -           | -           | 36     | 0      |
| ago.-dic. 2017        | Lavagnese             | D                     | 13         | 0          | CI-D            | 0               | 0               | -                  | -                  | -                  | -           | -           | -           | 13     | 0      |
| dic. 2017-2018        | Mantova               | D                     | 19+1       | 0          | CI-D            | -               | -               | -                  | -                  | -                  | -           | -           | -           | 20     | 0      |
| Totale Mantova        | Totale Mantova        | Totale Mantova        | 110+3      | 3          |                 | 7               | 0               |                    | -                  | -                  | -           | -           | -           | 120    | 3      |
| nov. 2018-2019        | Como                  | D                     | 21+2       | 2          | CI-D            | 0               | 0               | -                  | -                  | -                  | -           | -           | -           | 23     | 2      |
| 2019-2020             | Como                  | C                     | 22         | 0          | CI-C            | 1               | 0               | -                  | -                  | -                  | -           | -           | -           | 23     | 0      |
| Totale Como           | Totale Como           | Totale Como           | 43+2       | 2          |                 | 1               | 0               |                    | -                  | -                  | -           | -           | -           | 46     | 2      |
| ott. 2020-2021        | Foggia                | C                     | 11         | 0          |                 | -               | -               | -                  | -                  | -                  | -           | -           | -           | 11     | 0      |
| 2021-2022             | Seregno               | C                     | 18+1       | 0          | CI-C            | 1               | 0               |                    |                    |                    |             |             |             | 20     | 0      |
| gen.-giu. 2023        | Sestri Levante        | D                     | 14+5       | 2          | CI-D            | 0               | 0               | -                  | -                  | -                  | -           | -           | -           | 19     | 2      |
| 2023-2024             | Sestri Levante        | C                     | 31         | 0          | CI-C            | 1               | 0               | -                  | -                  | -                  | -           | -           | -           | 32     | 0      |
| 2024-2025             | Sestri Levante        | C                     | 20         | 0          | CI-C            | 0               | 0               | -                  | -                  | -                  | -           | -           | -           | 20     | 0      |
| Totale Sestri Levante | Totale Sestri Levante | Totale Sestri Levante | 65+5       | 2          |                 | 1               | 0               |                    | -                  | -                  | -           | -           | -           | 71     | 2      |
| Totale carriera       | Totale carriera       | Totale carriera       | 366        | 7          |                 | 17              | 2               |                    | -                  | -                  | -           | -           | -           | 383    | 9      |

## Palmarès

### Club

#### Competizioni giovanili
- Torneo di Viareggio: 1

Genoa: 2007

#### Competizioni nazionali
- Lega Pro Prima Divisione: 2

Gubbio: 2010-2011 (girone A)
Virtus Entella: 2013-2014 (girone A)
- Serie D: 2

Como: 2018-2019 (girone B)
Sestri Levante: 2022-2023 (girone A)
- Scudetto Dilettanti: 1

Sestri Levante: 2022-2023